# Кукушкин фильтр
Кукушкин фильтр (англ. cuckoo filter) — это эффективная по памяти вероятностная структура данных, которая используется для проверки, принадлежит ли элемент множеству, подобно фильтру Блума. Возможны ложноположительные результаты, но не ложноотрицательные — другими словами, запрос возвращает либо «возможно, принадлежит множеству» или «точно не принадлежит». Кукушкин фильтр также позволяет удалять существующие элементы, что не умеет фильтр Блума (если не использовать вариант с подсчётом, требующий больше памяти). В дополнение к этому для приложений, которые хранят много элементов и нацелены на умеренно низкую долю ложноположительных результатов, кукушкин фильтр позволяет добиться меньших затрат по памяти, чем оптимизированный по памяти фильтр Блума.
Кукушкин фильтр впервые был описан в 2014 году.

## Алгоритм
Кукушкин фильтр использует {\displaystyle n}-канальную множественно-ассоциативную хеш-таблицу, основанную на кукушкином хешировании, для хранения цифровых отпечатков всех элементов (в каждой корзине хеш-таблицы может храниться до {\displaystyle n} записей). В частности, два индекса потенциальных корзин {\displaystyle i} и {\displaystyle j} в таблице для данного элемента {\displaystyle x} вычисляются с помощью следующих двух хеш-функций (называется кукушкино хеширование с частичным ключом, англ. partial-key cuckoo hashing)):
{\displaystyle i=h_{1}(x)={\text{hash}}(x)}
{\displaystyle j=h_{2}(x)=h_{1}(x)\oplus {\text{hash}}({\text{fingerprint}}(x))}
Применение двух вышеуказанных хеш-функций для построения кукушкиных хеш-таблиц позволяет перемещать элементы только на основе цифрового отпечатка, когда узнать исходный элемент {\displaystyle x} невозможно. В результате при вставке нового элемента, который требует перемещения существующего элемента {\displaystyle y}, другое возможное местоположение {\displaystyle j} в таблице для элемента {\displaystyle y}, вытесненного из корзины {\displaystyle i,} вычисляется по формуле
{\displaystyle j=i\oplus {\text{hash}}({\text{fingerprint}}(y))}
Основанная на кукушкином хешировании с частичным ключом хеш-таблица может обеспечить как высокую степень использования (благодаря кукушкиному хешированию), так и компактность, поскольку сохраняются только цифровые отпечатки. Операции поиска и удаления просты. Существует максимум два местоположения, которые нужно проверить: {\displaystyle h_{1}(x)} и {\displaystyle h_{2}(x)}. Если элемент найден, соответствующая операция поиска или удаления может быть выполнена за время {\displaystyle O(1)}. Более подробный теоретический анализ кукушкиного фильтра можно найти в литературе.

## Сравнение с фильтром Блума
Кукушкин фильтр похож на фильтр Блума тем, что они оба очень быстры и компактны, и оба они могут возвращать ложноположительные результаты:
- Оптимальные по памяти фильтры Блума используют {\displaystyle 1{,}44\log _{2}(1/\varepsilon )} битов для каждого вставленного ключа, где {\displaystyle \varepsilon } — частота ложноположительных срабатываний. Кукушкину фильтру необходимо {\displaystyle (\log _{2}(1/\varepsilon )+2)/\alpha }, где {\displaystyle \alpha } — коэффициент загрузки хеш-таблицы, который может быть равен {\displaystyle 95{,}5\,\%} в зависимости от настроек. Отметим, что теоретическая нижняя граница требует {\displaystyle \log _{2}(1/\varepsilon )} битов для каждого элемента.
- При положительном результате поиска оптимальный по памяти фильтр Блума требует константное количество {\displaystyle \log _{2}(1/\varepsilon )} операций доступа к битовому массиву, в то время как кукушкин фильтр требует не более двух таких операций.
- У кукушкина фильтра снижается скорость вставки после достижения порогового значения нагрузки, когда рекомендуется расширить таблицу. В фильтр Блума можно продолжать вставлять новые элементы, обратной стороной чего является высокая частота ложных срабатываний до расширения.

## Ограничения
- Из кукушкина фильтра можно удалять только те элементы, которые точно были вставлены ранее.
- Вставка может завершиться неудачей, и потребуется заново вычислять хеш. Амортизированная сложность вставки по-прежнему {\displaystyle O(1)}[5].